# آلن فیلپات
آلن فیلپات (انگلیسی: Alan Philpott; ۸ نوامبر ۱۹۴۲ – ۲۶ مهٔ ۲۰۰۹) بازیکن فوتبال اهل بریتانیا بود.
از باشگاه‌هایی که در آن بازی کرده‌است می‌توان به باشگاه فوتبال استوک سیتی، باشگاه فوتبال استافورد رانجرز، و باشگاه فوتبال اولدهام اتلتیک اشاره کرد.